# إغناطيوس أفرام الأول برصوم
أغناطيوس أفرام الأول برصوم (بالسريانية: ܩܕܝܫܘܬܗ ܕܡܪܢ ܦܛܪܝܪܟܐ ܡܪܝ ܐܝܓܢܐܛܝܘܣ ܐܦܪܝܡ ܩܕܡܝܐ ܕܒܝܬ ܒܪܨܘܡ) بطريرك أنطاكية للكنيسة السريانية الأرثوذكسية الـ 120، ولد في 15 جزيران/يونيو عام 1887م في مدينة الموصل العراقية. تلقى تعليمه الأولي في مدرسة الدومينيكان فدرس فيها الآداب الدينية والتاريخ واللغات الفرنسية والتركية، ولاحقا درس اللغة العربية على يد أساتذة مسلمين، وبدء دراساته اللاهوتية في دير الزعفران في ماردين – تركيا عام 1905م وأجاد هناك اللغة السريانية وتعلم تاريخها وآدابها.
في عام 1908م رسم كاهنا وبقي مقيما في دير الزعفران بصفة معلم، ثم أوكلت إليه مهمة إدارة شؤون الدير سنة 1911م ولاحقا في ذلك العام قام بعدة زيارات أكاديمية لأديرة وكنائس في تركيا وبلاد الرافدين، وفي سنة 1913م قام برحلة مماثلة للبحث والدراسة في المخطوطات السريانية القديمة المحفوظة في كبرى مكتبات أوروبا.
في تاريخ 20 أيار/مايو 1918م رسمه البطريرك إغناطيوس إلياس الثالث مطرانا على سوريا باسم مار سويريوس، بعد انتهاء الحرب العالمية الأولى برز نجمه ليس كرجل دين فقط ولكن كرجل وطني يدعو لوحدة السوريين جميعا في مواجهة الانتداب الفرنسي، فكان انتخابه عام 1919م ليكون ضمن الوفد السوري الذي توجه لحضور مؤتمر الصلح في باريس للمطالبة بحقوق الشعب السوري في ظل الوجود الفرنسي والإنكليزي على أرضه، وفي خضم أحداث المؤتمر علا صوت المطران سويريوس ليس فقط للمطالبة بحقوق الشعب السوري ولكن أيضا للمطالبة بحقوق بقية الشعوب العربية في المنطقة، وكانت تلك الزيارة أيضا فرصة له لدراسة مخطوطات سريانية موجودة في باريس قبل عودته إلى سوريا في شهر أيار/مايو عام 1920م. بعد ذلك بسنتين وضعت عصبة الأمم سوريا تحت الانتداب الفرنسي وضع ذلك القرار على عاتقه مسؤولية جديدة بإعالة العوائل السريانية النازحة من منطقة كيليكية والتي اقتطعت من سوريا وضُمت للجمهورية التركية الناشئة بعد اتفاق وقعه الأتراك مع الفرنسيين. كما تكفل ببناء عدة كنائس جديدة في وحول مدينة حلب للوافدين الجدد.
قام المطران سويريوس برحلة جديدة أخذته إلى جنيف ولوزان كمبعوث رسولي عن كنيسته لحضور المؤتمر العالمي عن الإيمان في تاريخ 3 إلى 21 آب/أغسطس 1927م. وبعد ذلك أرسل بصفة نائب بطريركي للولايات المتحدة الأمريكية حيث أقام هناك ثلاث كنائس جديدة للسريان المقيمين هناك ورسم لهم كهنة لخدمتهم، كما قام هناك أيضا بإلقاء محاضرات عن اللغة السريانية وآدابها في جامعة شيكاغو.
توفي بطريرك الكنيسة السريانية الأرثوذكسية آنذاك إغناطيوس إلياس الثالث فاختير المطران سويريوس من قبل المجمع المقدس للكنيسة ليكون البطريرك الجديد واستلم هذا المنصب في 30 كانون الثاني/يناير 1933م ليكون لقبه الرسولي مار إغناطيوس أفرام الأول برصوم.
أقام البطريرك الجديد عقب توليه مهامه الجديدة عدة أبرشيات جديدة لكنيسته وأنشأ معهدا لاهوتيا لتخريج الكهنة في مدينة زحلة اللبنانية، كما قام أيضا بنقل المقر البطريركي من دير الزعفران في تركيا إلى مدينة حمص في سوريا وذلك بسبب الظروف القاسية التي واجهها المسيحيون في تركيا في تلك الفترة.
ألف البطريرك إغناطيوس أفرام الأول الكثير من الكتب بلغات مختلفة منها ما نشر ومنها ما بقي مسودات لم تطبع أبرزها كتاب اللؤلؤ المنثور حول تاريخ الكنيسة السريانية الأرثوذكسية وأشهر أعلامها وأديارها.
توفي في تاريخ 23 حزيران/يونيو عام 1957م في ودفن في مدينة حمص.

## مواضيع ذات صلة
- الكنيسة السريانية الأرثوذكسية
- قائمة البطاركة السريان في انطاكية